# Silverbird (album)
Silverbird è il primo album del cantante britannico Leo Sayer, pubblicato dalle etichette discografiche Chrysalis e Warner Bros. nel 1973.
I testi dei brani sono composti dall'interprete e le musiche da David Courtney, che produce l'album insieme ad Adam Faith, mentre gli arrangiamenti sono curati da Del Newman.
Dal disco vengono tratti i singoli Why Is Everybody Going Home e The Show Must Go On.

## Tracce

### Lato A
1. Innocent Bystander
2. Goodnight Old Friend
3. Drop Back
4. Silverbird
5. The Show Must Go On
6. The Dancer

### Lato B
1. Tomorrow
2. Don't Say It's Over
3. Slow Motion
4. Oh Wot a Life
5. Why Is Everybody Going Home